# リスタート (KOTOKOの曲)
「リスタート」は、KOTOKOの19枚目のシングル。2012年12月19日にジェネオン・ユニバーサルから発売された。

## 概要
前作「→unfinished→」から約7ヶ月ぶりのリリースとなる2012年2作目のシングル。表題曲「リスタート」は、スマートフォン用ゲーム『恋愛リプレイ』のオープニングテーマに起用された。
販売形態は通常盤のみのリリースとなっている。なお今作では5thシングル「being」以来となる作曲も手掛けているが、これはプロデューサーから作曲を勧められたためで、その後編曲を恋愛リプレイの総括プロデューサーの紹介でI'veが起用された。

## 収録曲
全作詞・作曲：KOTOKO
1. リスタート [5:14]
編曲：井内舞子
スマートフォン用ゲーム『恋愛リプレイ』オープニングテーマ
ノスタルジック調のデジタル・ポップ。タイトルのリスタートは、自分で選んだ選択肢を進むということから付けられた。ちなみにノスタルジック調にした理由は恋愛リプレイの世界観で色々な曲調をバランスよく使いたかったためである。歌詞の内容は、現在の記憶や経験を保持したままタイムスリップすることで、周囲の人と良好な関係を築くことが描かれている[1]。
2. Largo [5:24]
編曲：C.G mix
スマートフォン用ゲーム『恋愛リプレイ』エンディングテーマ
恋する子の気持ちを描いた曲[2]。
3. リスタート（Instrumental）
4. Largo（Instrumental）